# Izraelsko-německé vztahy
Izraelsko-německé vztahy jsou mezinárodní vztahy mezi Státem Izrael a Spolkovou republikou Německo.
Vztahy mezi zeměmi se rozplynuly po konci druhé světové války a holokaustu. V roce 1952 nabídlo Západní Německo Izraeli reparace, které vstoupily v platnost v březnu 1953. Formální diplomatické vztahy mezi zeměmi byly navázány až v roce 1965. V Izraeli však panovala nedůvěra k německému lidu po mnoho let. Vztahy mezi Východním Německem a Izraelem nikdy nebyly navázány.

## Historie

### Dohoda o reparacích
Jednání o reparacích byla zahájena na počátku 50. let 20. století mezi izraelskými a německými politiky – především mezi izraelským premiérem Davidem Benem Gurionem a západoněmeckým kancléřem Konradem Adenauerem.
Jednání ohledně reparacích mezi Izraelem a Západním Německem začala na počátku roku 1952 a hlavní dialogy byly vedeny mezi zástupci vlády Spolkové republiky, izraelské vlády a zástupci Světového židovského kongresu. Vzhledem k citlivosti tohoto tématu se dohody konzultovaly také v Knesetu. Vláda v čele s Davidem Ben Gurionem uvedla, že reparace jsou nezbytné k obnovení toho, co bylo spácháno obětem holokaustu. Dohody vstoupily v platnost 27. března 1952.

## Vojenská spolupráce
Německo a Izrael udržují významnou a dlouhodobou vojenskou spolupráci. Mezi lety 1959 až 1967 byla Spolková republika Německo významným dodavatelem vojenského vybavení a zbraní do Izraele. Avšak po roce 1965, kdy Západní Německo ustoupilo od dohody o prodeji tanků do Izraele, tuto objednávku splnily Spojené státy prodejem 210 tanků M48 Patton. Německo dodalo Izraeli ponorky třídy Dolphin, zatímco Německo využívá izraelskou protiletadlovou raketu Spike. V roce 2008 vyšlo najevo, že Německo a Izrael tajně vyvíjely jaderný varovný systém, přezdívaný operace Bluebird.
Vojenská spolupráce mezi Německem a Izraelem byla na dlouhou dobu zahalena tajemstvím, protože Izraelci tato dohoda nebyla vnímána velmi příznivě. Tento úzký vztah, překládaný prostřednictvím obchodu se zbraněmi a sdílení zpravodajských informací, se však vyvinul v pevnou důvěru a nakonec položil nezbytné základy pro navázání diplomatických vazeb. Německé bojové letouny poprvé v historii přistály na izraelském letišti Uvda, aby se v roce 2017 zúčastnily cvičení s modrou vlajkou.